# هانا و آلیس
هانا و آلیس (به ژاپنی: 花とアリス Hana to Arisu) فیلمی در ژانر رمانتیک و درام به کارگردانی شونجی ایوای است که در سال ۲۰۰۴ منتشر شد.

## بازیگران
- آن سوزوکی
- هیروشی آبه
- ریوکو هیروسوئه
- اوساوا تاکائو
- یو آئوی
- سی هیرازومی
- آیومی ایتو
- تائه کیمورا